# Pobiednik Mały
Pobiednik Mały – wieś w Polsce położona w województwie małopolskim, w powiecie krakowskim, w gminie Igołomia-Wawrzeńczyce.
Wieś położona w końcu XVI wieku w powiecie proszowskim województwa krakowskiego była własnością klasztoru norbertanek na Zwierzyńcu w Krakowie. W latach 1975–1998 miejscowość administracyjnie należała do województwa krakowskiego.

Integralna część miejscowości: Morgi.
4 maja 1863 pod tą miejscowością miała miejsce jedna z bitew powstania styczniowego.